# Казачество в Российской Федерации
Казачество в Российской Федерации (российское казачество; также современное или возрождённое казачество) — общественное движение среди граждан Российской Федерации, участвующих в казачьих обществах — некоммерческих организациях, ставящих своей целью возрождение казачества.
Современное казачество в России, формирующееся после распада СССР в 1991 году, заявляя о преемственности традиций казачества в Российской империи, создаёт некоммерческие организации с наименованиями, схожими с названиями казачьих формирований, существовавших в Российской империи, использует их символику (казачьи знамёна и т. п.) и иные атрибуты.
Согласно указам президента России с 2010 года ведется Государственный реестр казачьих обществ в Российской Федерации, установлены чины членов казачьих обществ, частично совпадающие с казачьими чинами, существовавшими в Российской империи.

## История

### Начало современного казачества
В казачьих организациях, созданных казаками-эмигрантами за рубежом после Гражданской войны, использовался термин «возрождённое казачество». Словосочетание «возрожденное казачество» употреблялось белоэмигрантами также для обозначения будущей организации казачества после падения советской власти Во время Великой Отечественной войны термин употреблялся как самоназвание казаками, выступавшими против советской власти.
Ещё в Советском Союзе 14 ноября 1989 года Декларацией Верховного Совета СССР от «О признании незаконными и преступными репрессивных актов против народов, подвергшихся насильственному переселению, и обеспечении их прав» было закреплено право российского казачества на реабилитацию. Органы законодательной и исполнительной власти Российской Федерации также уделяют внимание реабилитации репрессированного российского казачества, подвергшегося массовому красному террору, в ходе которого репрессии проводились в форме расказачивания.

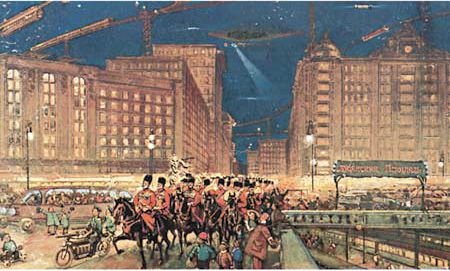
Казаки XXIII века на Лубянской площади в Москве. Открытка 1914 года из цикла «Москва в XXIII веке»

Во время парада суверенитетов и распада СССР осенью 1991 года были самопровозглашены несколько казачьих «государственных» образований: Донская Казачья Республика, Терская Казачья Республика, Армавирская Казачья Республика, Верхне-Кубанская Казачья Республика (объединившая две другие республики: Зеленчукско-Урупская Казачья Советская Социалистическая Республика, Баталпашинская Казачья Республика). 20 ноября 1991 года на созванном Союзом казачеств Юга России Большом казачьем круге Юга России в Новочеркасске провозглашено объединение этих республик в Союз Казачьих Республик Юга России со столицей в Новочеркасске и со статусом союзной республики в предполагавшемся новом союзном государстве (ССГ). Были учреждены органы власти Союза, образована Посольская станица в Москве, назначен чрезвычайный и полномочный посол СКРЮР. Однако, вскоре Советский Союз прекратил существование, а в составе Российской Федерации казачьи республики так и не были организованы.
15 июня 1992 года был издан Указ Президента Российской Федерации «О мерах по реализации закона Российской Федерации „О реабилитации репрессированных народов“ в отношении казачества», постановивший «осудить проводившуюся партийно-государственную политику репрессий, произвола и беззакония в отношении казачества и его отдельных представителей в целях его реабилитации как исторически сложившейся культурно-этнической общности людей». 16 июля 1992 года Верховный Совет Российской Федерации, основываясь на указанной декларации Верховного совета СССР и нормах международного права, принял Постановление № 3321-1 «О реабилитации казачества», которое дополнило вышеуказанные законодательные акты в отношении данной репрессированной культурно-этнической общности и отменило «как незаконные все акты в отношении казачества, принятые начиная с 1918 года, в части, касающейся применения к нему репрессивных мер» (ст.1 Постановления).
22 апреля 1994 года вступило в силу Постановление Правительства Российской Федерации № 355 «О концепции государственной политики по отношению к казачеству», которое утвердило «Основные положения концепции государственной политики по отношению к казачеству» и провозгласило, что «Возрождение традиционной для России государственной службы казачества является одним из элементов становления новой российской государственности, укрепления её безопасности» (ст.1 Положения). Данным Постановлением были утверждены примерные положения о государственной службе казачества, приведён исчерпывающий перечень видов государственной службы российского казачества, который в дальнейшем был дополнен (ст.2 Постановления).
В январе 1995 года было создано Главное управление казачьих войск при Президенте Российской Федерации, которое в 1998 году было преобразовано в Управление Президента Российской Федерации по вопросам казачества.
9 августа 1995 года Указом Президента Российской Федерации № 835 было утверждено «Временное положение о государственном реестре казачьих обществ в Российской Федерации».
В 1996-1998 годах в государственный реестр казачьих обществ были внесены 10 войсковых, 3 окружных, 4 отдельских казачьих общества, в том числе: Волжское, Сибирское, Иркутское, Забайкальское, Терское, Уссурийское, Енисейское, Оренбургское, Кубанское войсковые казачьи общества, а также войсковое казачье общество «Всевеликое войско Донское».
В начале 2000 годов авторитет казачества был подмочен в глазах общественности в связи с деятельностью группы Петра Молодидова, занимавшейся убийствами лиц кавказской национальности. Молодидов был одним из лидеров возрождения казачества и был командиром 96-го казачьего полка. За убийство трёх кавказцев суд приговорил Молодидова к 17 годам лишения свободы.
Указом Президента Российской Федерации от 25 февраля 2003 № 249 «О совершенствовании деятельности по возрождению и развитию российского казачества» было ликвидировано Управление Президента Российской Федерации по вопросам казачества с передачей его функций аппаратам полномочных представителей Президента России в федеральных округах и подразделениям Администрации Президента Российской Федерации. Данный указ был направлен на «реализацию единой государственной политики по возрождению и развитию российского казачества».
С ликвидацией Управления по вопросам казачества была введена должность Советника Президента Российской Федерации по делам казачества. Вопросами казачества с 25 февраля 2003 года по 7 мая 2008 года в качестве Советника Президента руководил Герой Российской Федерации генерал-полковник Трошев Геннадий Николаевич.
Указом Президента Российской Федерации № 316 от 21 марта 2005 года было решено «Возложить ведение государственного реестра казачьих обществ в Российской Федерации на Федеральную регистрационную службу» в связи с реорганизацией структуры Правительства России и ликвидацией ряда министерств и ведомств.
На данный момент действует «Временное положение о государственном реестре казачьих обществ в Российской Федерации», утверждённое Указом Президента Российской Федерации № 835 от 9 августа 1995 года (с изменениями от 21 марта 2005 года, внесёнными Указом Президента России). В частности, была установлена численность необходимая для организации казачьего общества: хуторское общество составляет не менее 50 казаков, станичное и городское — не менее 200. Окружное (отдельское) казачье общество России содержит не менее двух тысяч казаков, войсковое казачье общество — не менее десяти тысяч. В зависимости от территориальных и местных условий допускается меньшая численность (ст. 5-7 Указа), установлен порядок регистрации казачьих обществ, начальный механизм организации государственной службы казачества России.
3 июля 2008 года Президентом России Д. Медведевым была принята новая «Концепция государственной политики Российской Федерации в отношении российского казачества», целью которой является развитие государственной политики Российской Федерации по возрождению российского казачества, обобщение принципов государственной политики Российской Федерации в отношении российского казачества и задач российского казачества в области государственной службы, взаимодействия казачества и казачьих общин с органами государственной и муниципальной власти.
Согласно Концепции, «казаки активно содействуют решению вопросов местного значения, исходя из интересов населения и учитывая исторические и местные традиции». Целями государственной политики в области казачества являются становление и развитие государственной и иной службы российского казачества, возрождение и развитие духовно-культурных основ российского казачества для чего будут созданы и создаются финансовые, правовые, методические, информационные и организационные механизмы и все необходимые условия.
Деятельность по возрождению казачества широко освещается в печатных и электронных СМИ. Так, в эфире национальной телекомпании «Звезда» (www.tvzvezda.ru (недоступная ссылка)) вышел цикл документальных фильмов «Русь казачья». Кроме того, на телеканале «Звезда» периодически выходит в эфир публицистическая телепрограмма «Казаки», которую производит продакшн-студия «Массальский Мульти Медиа».
В 2008-м году продакшн-студия «Массальский Мульти Медиа» приступила к реализации нового проекта общественного образовательного интернет-вещания «Казак-ТВ» (www.cossack.tv). Цель проекта — создание единого информационно-культурного пространства российского казачества, сохранение самобытной казачьей культуры и традиций, а также образование и воспитание молодого поколения казаков — прежде всего учащихся казачьих кадетских корпусов, лицеев, профессиональных училищ, классов, культурно-образовательных клубов и центров допризывной подготовки молодёжи. Вся эта работа планируется в соответствии с общими целями и задачами по возрождению российского казачества, а также в рамках национального проекта в области образования, несмотря на зачастую бездействие Министерства образования России, а временами и противодействие.
Московский государственный университет технологий и управления им. К. Г. Разумовского — первый в России вуз c наличием в учебных программах казачьего этнокультурного компонента. Университет является головным учебным заведением, реализующим элементы, связанные с историко-культурными традициями казачества. От имени Совета по делам казачества при Президенте РФ всем войскам казачьего сообщества рекомендовано обращаться в филиалы для обучения своих представителей.
В интервью Александра Беглова, замглавы администрации президента, председателя Совета по делам казачества при Президенте РФ, которое он дал для «РИА Новости», прозвучало, что на начало 2010 года «согласно оценкам экспертов, в России около 7 миллионов человек причисляют себя к казакам. Общая численность войсковых казачьих обществ — более 700 тысяч человек, так называемых „нереестровых“ общественных казачьих организаций — более 600 … в России действуют 24 казачьих кадетских корпуса, более тысячи казачьих классов в общеобразовательных учреждениях, в которых учатся более 40 тысяч воспитанников».

### Создание казачьих обществ в 1990-х
С конца 1980-х и в 1990-х годах было создано около двух десятков казачьих организаций, объединённых в Союз казаков России:
- Амурское казачье войско (Амурская)
- Астраханское казачье войско (Астраханская, Волгоградская, Саратовская)
- Волжское казачье войско (Самарская, Пензенская, Саратовская, Ульяновская, Нижегородская, Татарстан)
- Кубанское казачье войско (Краснодарский, Адыгея, Карачаево-Черкесия, Абхазия)
- Донское казачье войско (Калмыкия, Ростовская, Волгоградская, Луганская, Донецкая Украины)
- Единое Енисейское казачье войско (Красноярский)
- Забайкальское казачье войско (Читинская, Бурятия)
- Иркутское казачье войско (Иркутская)
- Оренбургское казачье войско (Оренбургская, Свердловская, Челябинская, Курганская, Башкортостан)
- Семиреченское казачье войско (Алматинская, Чуйская Казахстана)
- Сибирское казачье войско (Омская, Тюменская, Кемеровская, Томская, Алтайский, Новосибирская)
- Терское казачье войско (Кабардино-Балкария, Северная Осетия, Ставропольский край, Чечня, Дагестан)
- Уральское казачье войско (Уральская, Гурьевская Казахстана) — фактически исчезло в 1918—1920 гг., сейчас представлено У(Я)КВ (Иртикеев, Сергей Павлович)
- Уссурийское казачье войско (Приморский)
- Хабаровское казачье войско (Хабаровский)
- Центральное казачье войско (области центральной России), в том числе
- Черноморское казачье войско (Приднестровье)

а также:
- Камчатский отдельный казачий округ (Камчатка)
- Керченский Союз казаков (Крым)
- Курский казачий округ (Курская)
- Прикамский отдельный казачий округ (Пермский, Удмуртия)
- Рязанский казачий округ (Рязанская)[7]
- Сахалинский отдельный казачий округ (Сахалин)
- Северо-Западный отдельный казачий округ (Ленинградская и соседние)
- Северо-Донской казачий округ (Воронежская)
- Союз казаков Восточно-казахстанской области (северо-восточный Казахстан)
- Ставропольский союз казаков (Ставропольский)
- Якутский казачий полк (Якутия)

### Создание общероссийских казачьих организаций

#### Союз казаков России

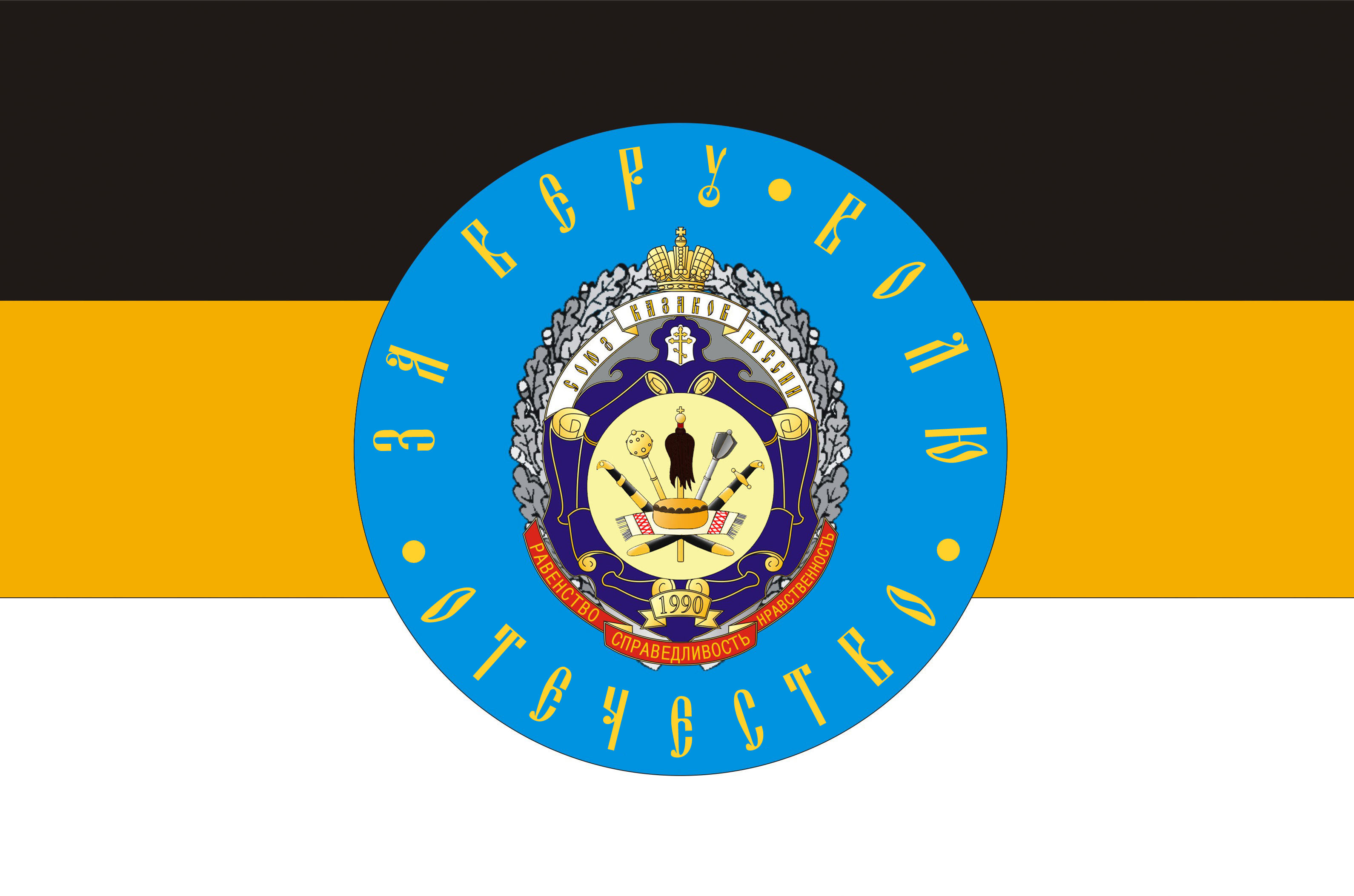
Флаг Союза казаков России

Самая «ранняя» общероссийская и самая признаваемая казачья общественная организация в России и, следовательно, в мире, чему свидетельствует тот факт, что Верховный атаман Союза Казаков — всегда является членом совета при президенте РФ по делам казачества (ранее совета по делам казачества при президенте РФ). Союз казаков России был образован 28−30 июня 1990 года на учредительном Большом казачьем круге в Москве. Принят Устав, учреждены Совет атаманов и Атаманское правление. Сокращённое наименование Организации на русском языке: «СКР». Первым Атаманом избран Александр Гаврилович Мартынов, с 2008 г. — почётный верховный атаман. В 2008 году на 7-м Общероссийском Круге Союза казаков России в городе Ставрополе Верховным атаманом Союза казаков России был избран казачий полковник Задорожный Павел Филиппович. В правление кроме Атамана входят 2 товарища атамана, кошевой атаман и 8 войсковых старшин. С 1993 по 2004 гг. товарищем Атамана являлся известный в казачьих кругах писатель полковник В. B. Наумов, застреленный неизвестными 3 августа 2004 г. в Подмосковье.
На Большом совете атаманов в Краснодаре 29 ноября — 1 декабря 1990 года Союз принял «Декларацию казачества России» и учредил знамя, знаки отличия и статут походного атамана.
7—10 ноября 1991 года в Ставрополе прошёл II Большой круг (съезд) Союза казаков. Большой круг высказался за присоединение к России Северного Казахстана, Южной Осетии и ряда других исконно русских территорий и поддержал создание казачьих республик в составе России.
В 2000 г. на очередном Большом круге казаков России было принято решение о создании общественно-политического движения «Казаки России».
Подразделениями Союза, включающими территориально близкие казачьи войска и округа, являются Союз сибирских казаков, Союза казаков Восточной Сибири и Дальнего Востока.
Постановлением Совета Атаманов Союза Казаков России № 4 от 19 февраля 2006 года, для поощрения членов «Союза Казаков» за выдающиеся заслуги в экономике, науке, культуре, искусстве, защите Отечества, Веры Православной, воспитании подрастающего поколения, просвещении, охране здоровья, жизни и прав граждан, благотворительной деятельности, за иные заслуги перед Союзом Казаков, были учреждены следующие награды:
- Орден «За Веру, Волю и Отечество»
- Орден «За службу казачеству»
- Медаль «Защитник Отечества»
- Крест «За оборону Приднестровья»
- Медаль «Алексий — человек Божий»
- Медаль «Атаман Платов»
- Медаль «Пётр Бекетов»
- Медаль «Атаман Дутов Александр Ильич»
- Крест «За возрождение казачества» I и II степени
- Медаль «Товарищ Верховного Атамана СКР В. В. Наумов»
- Медаль «10 лет Союза Казаков»
- Памятный знак крест «Крым»
- Памятный знак крест «Дивеево»[8]

Созданы также параллельные войска и структуры, не входящие в Союз казаков России:
- в ноябре 1991 г. в Новочеркасске — Союз казачеств Юга России (в основном — Донское казачье войско);
- в июле 1993 г. в Москве — Союз казачьих войск России и зарубежья;
- Балтийский отдельный корпус казачьих войск;
- другие организации, по мнению Шадчина Пахома — все организации не входящие в состав Союза казаков — это либо не захотевшие объединиться со своими братами-казаками, либо те кого выгнали из Союза Казаков и они создали параллельные вторые и третьи копии донских, кубанских и других казачьих войск.

На данный момент, по словам Верховного атамана Союза казаков России Павла Филипповича Задорожного, в Союзе казаков России суммарно по всем войсковым организациям числится более полутора миллионов человек. Союз казаков России является самой крупной казачьей организацией в мире.
Казаки Союза казаков участвовали в вооружённых конфликтах в Приднестровье и в Донбассе. С 2012 года прошёл перерегистрацию как Общероссийская Общественная Организация «Союз Казаков».

#### Союз казаков-воинов России и Зарубежья
Общероссийская общественная организация по развитию казачества «Союз Казаков-Воинов России и Зарубежья» зарегистрирована в Минюсте Российской Федерации 24 декабря 2014 года. Сокращённое наименование Организации на русском языке: «СКВРиЗ».
На сегодня это единственная в России общественная казачья организация, в названии которой закреплён её статус как общероссийской и разрешено использование слова «России».
Верховным Атаманом «Союза Казаков-Воинов России и Зарубежья» является депутат Государственной Думы Российской Федерации, председатель Комиссии по духовно-нравственному и патриотическому воспитанию детей и молодёжи Совета при президенте РФ по межнациональным отношениям, заместитель председателя комитета Госдумы по делам СНГ, евразийской интеграции и связям с соотечественниками Виктор Петрович Водолацкий. Указом Президента РФ от 2 июня 2000 года № 1012 В. П. Водолацкому присвоен чин «Казачий генерал».

#### Союз казачеств Юга России
Союз казачеств Юга России был организован 17 ноября 1991 года на Большом Совете атаманов Донского казачьего войска и некоторых других южнороссийских казачьих сообществ. Принят Устав и утверждена структура Союза. Атаманом Союза назначен атаман Донского казачьего войска Сергей Мещеряков.
В правительстве России функционирует Управление Президента по вопросам казачества (с 1994). В 1995—1996 годах приняты Указы Президента России «О Государственном реестре казачьих обществ в Российской Федерации», «Вопросы Главного Управления казачьих войск при Президенте Российской Федерации», «О порядке привлечения членов казачьих обществ к государственной и иной службе» и «Об экономических льготах казакам».
20 января 1996 Указом Президента России создано Главное управление казачьих войск при Президенте России и начался процесс перехода российского казачества на государственную службу.

## Войсковые казачьи общества
В Российской Федерации официально образованы следующие войсковые казачьи общества:
1. Волжское войсковое казачье общество (Устав утверждён распоряжением Президента Российской Федерации от 11 июня 1996 г. № 308-рп).
2. Сибирское войсковое казачье общество (Устав утвержден Указом Президента Российской Федерации от 12 февраля 1997 г. № 95).
3. Забайкальское войсковое казачье общество (Устав утвержден Указом Президента Российской Федерации от 12 февраля 1997 г. № 96).
4. Терское войсковое казачье общество (Устав утвержден Указом Президента Российской Федерации от 12 февраля 1997 г. № 97).
5. Уссурийское войсковое казачье общество (Устав утвержден Указом Президента Российской Федерации от 17 июня 1997 г. № 611).
6. Войсковое казачье общество «Всевеликое войско Донское» (Устав утвержден Указом Президента Российской Федерации от 17 июня 1997 г. № 612).
7. Енисейское войсковое казачье общество (Устав утвержден Указом Президента Российской Федерации от 17 июня 1997 г № 613).
8. Оренбургское войсковое казачье общество (Устав утвержден Указом Президента Российской Федерации от 29 марта 1998 г. № 308).
9. Кубанское войсковое казачье общество (Устав утвержден Указом Президента Российской Федерации от 24 апреля 1998 г. № 448).
10. Иркутское войсковое казачье общество (Устав утвержден Указом Президента Российской Федерации от 4 мая 1998 г. № 489).
11. Войсковое казачье общество «Центральное казачье войско» (Устав утвержден Указом Президента Российской Федерации от 3 мая 2007 г. № 574).

7 декабря 2011 Президент России вручил указанным обществам знамёна, учреждённые Указом Президента Российской Федерации от 14 октября 2010 г. № 1241.
В ходе I Большого отчетного круга ВсКО 30 ноября 2021 года Николаем Долудой была озвучена инициатива создания Северо-Западного ВКО; 6 октября 2022 года инициатива одобрена на заседании совета при Президенте РФ по делам казачества.

## Правовой статус и государственная служба
В Омской области казаки сотрудничают с ГИБДД, охраняя мобильные камеры автоматической фиксации нарушений ПДД.
С 2015 года в Ставропольском крае казачьи дружины участвуют в патрулировании вместе с сотрудниками патрульно-постовой службы полиции, а с 2017 года получили право на применение при несении службы по охране общественного порядка физической силы, спецсредств и гражданского оружия самообороны.
Закон разрешает ношение казаками холодного клинкового оружия с казачьей формой при проведении торжественных мероприятий, а по решению войскового или окружного атамана и по согласованию с органами власти также и в иных случаях.
Краснодарский край, согласно Уставу края, является «исторической территорией формирования кубанского казачества, исконным местом проживания русского народа, составляющего большинство населения края».
Власти российских регионов периодически выделяют казачьим обществам денежные средства. Так, из бюджета Ставропольского края казачьим дружинам региона (104 казачьих организации общей численностью 1560 казаков) в 2017 году выделено 65,6 млн руб.: на закупку формы и средств защиты, страхование жизни, а также на заработную плату казакам.
В 1990-е годы было решено привлечь в виде эксперимента казаков к охране государственной границы. С 1 декабря 1996 года по 1 июня 1997 года казачество было привлечено к охране всей протяжённости российско-монгольской границы (20 населённых пунктов. С 1 февраля по 1 июня 1997 года под казачью охрану взята часть российско-казахстанской границы — 39 населённых пунктов в Саратовской, Оренбургской, Челябинской и Омской областях. В охране участвовали 1780 человек (в том числе 980 членов войсковых казачьих обществ), которые прикрыли около 5 тыс. км границы и за период эксперимента задержали 230 нарушителей, более 500 кг наркотических веществ, а также контрабанды более, чем на 2 млрд рублей. На оплату эксперимента Правительство РФ выделило 6 млрд рублей (планировалось в 1996—1997 годах потратить 40,5 млрд рублей), также некоторую помощь оказали субъекты России. На эксперимент последовала очень негативная реакция Казахстана.
С 2021 года казаки оказывают содействие транспортной полиции по обеспечению общественного порядка в аэропорту Внуково. В феврале 2022 года власти Ростовской области привлекли казаков к охране объектов жизнеобеспечения и общественного порядка в приграничных районах. С апреля 2022 года более 550 казаков Центрального казачьего войска оказывают содействие Пограничной службе в охране российско-украинской границы на территории Белгородской, Брянской и Курской областей.

## Критика

Казачьи патрульные Жигули (2023)

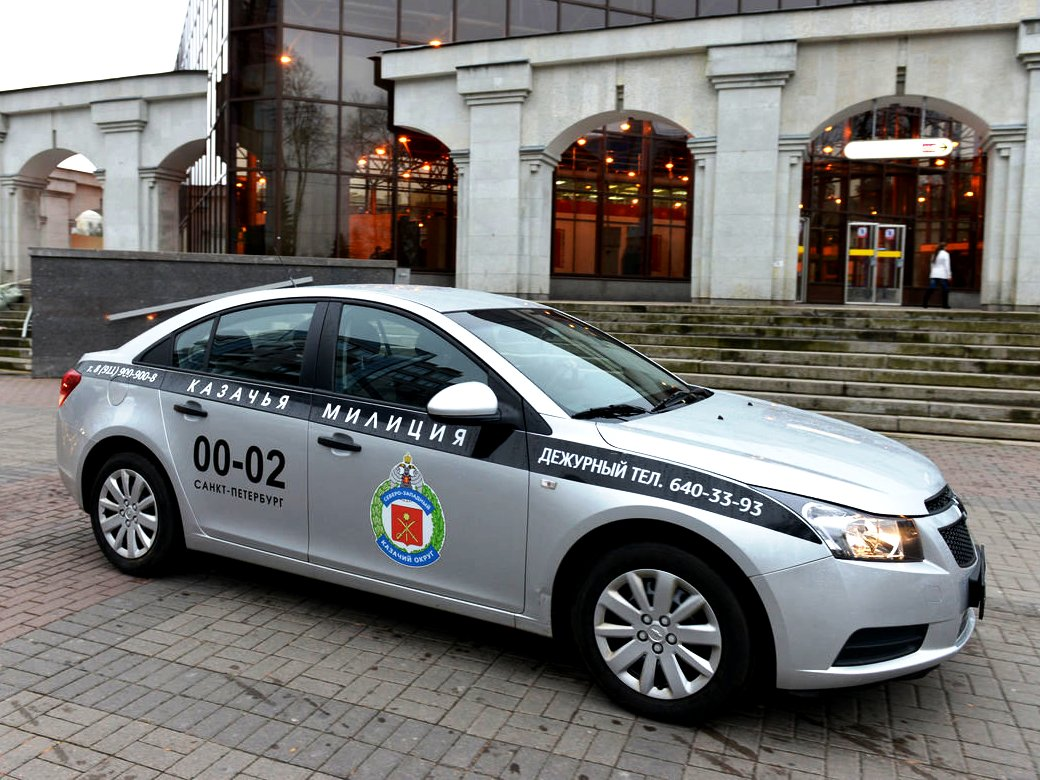
Казачья милиция в Санкт-Петербурге

Журналист Максим Шевченко назвал людей в казачьей форме, которые участвовали в разгоне протестов 5 мая 2018 года в центре Москвы, «подготовленными властью боевиками».
Блогер Илья Варламов назвал участие людей в казачьей форме в разгоне митинга 5 мая 2018 года в Москве беспределом, отметив, что, по его мнению, люди в казачьей форме беспричинно применили силу с целью провокации и действовали, наверняка, по согласованию с полицией.
На разгонах митингов могут быть задействованы даже не члены казачьих организаций, а просто люди в казачьей форме или с элементами таковой. Таким образом, в современном мире казаки как этническая группа или субэтнос в отдельных регионах, члены государственных казачьих организаций в любых регионах (к которым согласно закону не выставляется никаких требований по происхождению), и люди, задействованные на разгоне митингов, могут быть явлениями разного порядка.
Критике подвергаются китчевые явления в современном казачестве (при этом не подвергаются сомнению само наличие подлинных традиций казачества, а именно их современные интерпретации). Одним из примеров может служить так называемое «посвящение в казаки» с помощью стегания нагайкой. Внутри казачьего сообщества этот обычай нередко подвергается различной критике.
Разного рода злоупотребления, элементы китчевости в возрождении казачества, в отдельных случаях приводят к ущербу авторитету всему казачеству, и самому имени казаков, в превращении «казака» в анекдотичного персонажа (одним из примеров такого превращения может быть фильм «День выборов»).